# 陳兆崙
陳兆崙（1700年—1771年），字星齋，號句山，浙江錢塘縣（今屬杭州市）人。清朝政治人物，經學家，工詩文。

## 生平
雍正八年（1730年）庚戌科進士，福建即用知縣。舉博學鴻詞，赴京師試，授內閣中書。雍正十三年（1735年）入直軍機處，任漢軍機章京。乾隆元年（1736年），舉博學宏詞，廷試二等，授翰林院檢討。歷任左中允、侍講學士、順天府府尹。乾隆二十一年（1756年），遷太常寺卿。因乾隆帝謁陵時同官迎駕失儀，左遷太僕寺少卿。再遷太僕寺卿。乾隆三十六年（1771年）卒。《清史稿》有傳。

## 著作
陳兆崙精通經義，工書法、詩文。有《紫竹山房文集》二十卷，《紫竹山房诗集》十二卷。

## 外部連結
- 清朝地方兵卒的糗事：讹诈抢劫有钱官商 （页面存档备份，存于）